# Curpahuasi (distrito)
O Distrito peruano de Curpahuasi é um dos catorze distritos que formam a Província de Grau, situada no Apurímac, pertencente a Região Apurímac, Peru.

## Transporte
O distrito de Curpahuasi é servido pela seguinte rodovia:
- AP-113, que liga a cidade de Lambrama ao distrito de Coyllurqui
- PE-3SF, que liga o distrito de Anta (Região de Cusco) à cidade de Abancay (Região de Apurímac) [2][3][4]